# 上金茨堡
上金茨堡是德国巴伐利亚州的一个市镇。总面积46.70平方公里，总人口6267人，其中男性3097人，女性3170人（2011年12月31日），人口密度134人/平方公里。